# André-Frank Anguissa
André-Frank Zambo Anguissa, noto semplicemente come Frank Anguissa (Yaoundé, 16 novembre 1995), è un calciatore camerunese, centrocampista del Napoli e della nazionale camerunese.

## Caratteristiche tecniche
Centrocampista dal fisico imponente, gioca principalmente davanti alla difesa, trovando la sua perfetta collocazione accanto ad un regista. Abile nel recuperare palloni e dotato di una grande corsa e una buona tecnica individuale, può ricoprire anche il ruolo di mezzala.

## Carriera

### Club

#### Olympique Marsiglia
Muove i primi passi da calciatore nel Cotonsport Garoua, una delle più importanti squadre del Camerun, per poi passare gratuitamente allo Stade Reims, in Francia, venendo aggregato alla formazione giovanile del club. Con la maglia biancorossa offre buone prestazioni, tanto da attirare l'interesse dei maggiori club francesi.
Il 31 luglio 2015 viene quindi acquistato dall'Olympique Marsiglia, dove debutta come professionista il 17 settembre successivo, in occasione della partita di UEFA Europa League vinta 3-0 in casa del Groningen. Tre giorni dopo, sostituendo Abdelaziz Barrada, esordisce in Ligue 1 nel pareggio interno contro il Lione (1-1). Conclude l'annata con 13 presenze in tutte le competizioni.
Per la stagione 2016-2017 viene confermato in prima squadra dall'allora allenatore Rudi Garcia. Il 26 agosto gioca gli ultimi trenta minuti della partita di campionato vinta 2-0 ai danni del Lorient, mentre l'11 settembre parte da titolare nella sconfitta esterna contro il Nizza (3-2). Termina l'annata con 37 partite totali giocate, contribuendo al 5º posto finale in Ligue 1, valevole per la qualificazione all'Europa League.
La sua terza stagione al club è quella della conferma: prende parte a 56 partite complessive, raggiungendo con l'OM la finale della UEFA Europa League del 16 maggio 2018, successivamente persa contro l'Atlético Madrid per 3-0.

#### Fulham e prestito al Villarreal
Il 9 agosto 2018 viene acquistato per 30 milioni di euro dal Fulham, con cui firma un contratto quinquennale. Nove giorni dopo esordisce in Premier League, giocando tutti i novanta minuti della partita persa 3-0 contro il Tottenham. Il 28 dello stesso mese, sempre da titolare, bagna il debutto in Coppa di Lega, in occasione del 2º turno vinto contro l'Exeter City. Il 24 novembre è vittima di un infortunio alla caviglia che lo costringe a rimanere fuori dai campi di gioco per quasi tre mesi. Torna a giocare il 22 febbraio 2019, nella sconfitta contro il West Ham Utd, concludendo poi l'annata con 25 presenze totali.
Il 26 luglio seguente, complice la retrocessione del club di Londra, si trasferisce in prestito annuale al Villarreal. Il 17 settembre debutta con gli spagnoli, giocando da titolare la gara valida per prima giornata di Liga, pareggiata 4-4 con il Granada. Il 20 novembre realizza, invece, la sua prima rete in carriera ai danni del Valencia, ripetendosi poi all'ultima di campionato nella vittoria contro l'Eibar (4-0). Al termine della stagione 2019-2020 colleziona 39 presenze in tutte le competizioni.
Terminato il prestito torna al Fulham, neopromosso in Premier League. Utilizzato come mediano titolare dall'allenatore Scott Parker, a fine annata gioca 36 partite su 38 in campionato, non riuscendo però ad evitare l'ennesima retrocessione del club.

#### Napoli
Il 31 agosto 2021 viene ceduto al Napoli con la formula del prestito annuale con diritto di riscatto, fissato a 15 milioni di euro. Debutta in Serie A l'11 settembre seguente, alla terza giornata, rendendosi protagonista di un'ottima prestazione nella partita vinta 2-1 contro la Juventus. Il 16 settembre fa il suo esordio con i partenopei in Europa League, scendendo in campo da titolare nella gara valida per la prima giornata della fase a gironi, giocata in trasferta contro il Leicester City (2-2). Dopo aver concluso la prima stagione in maglia azzurra con 30 presenze totali, il 26 maggio 2022 il presidente Aurelio De Laurentiis ne annuncia il riscatto con validità dal 1º luglio seguente.
Inizia la stagione 2022-2023 realizzando, il 7 settembre, la sua prima rete con la maglia dei partenopei, in occasione della vittoria casalinga per 4-1 contro il Liverpool, valida per la prima giornata della fase a gironi di Champions League. Il 1º ottobre seguente, invece, è autore della sua prima doppietta in carriera, nonché dei suoi primi gol in Serie A, siglati in occasione dell'incontro di campionato vinto per 3-1 ai danni del Torino. Il successivo 11 novembre rinnova con il Napoli fino al 30 giugno 2027. Affermatosi come perno indispensabile per il centrocampo di Luciano Spalletti, il 4 maggio 2023, in virtù del pareggio per 1-1 del Napoli contro l'Udinese, si aggiudica il primo scudetto della sua carriera, il terzo della storia per gli azzurri.
L'annata successiva vede inizialmente l'arrivo sulla panchina partenopea di Rudi Garcia, già allenatore di Anguissa ai tempi dell'Olympique Marsiglia, che conferma il camerunese come titolare inamovibile del suo centrocampo. Il prosieguo della stagione, tuttavia, si rivela negativo sia per il tecnico francese, che viene esonerato anzitempo, sia per la squadra azzurra, che conclude il campionato al 10º posto, mancando la qualificazione alle coppe europee per la prima volta dopo 14 anni. Anguissa colleziona complessivamente 41 presenze, realizzando un solo gol, in occasione della gara persa per 4-2 sul campo del Real Madrid, valevole per la penultima giornata della fase a gironi di Champions League.
Nella stagione 2024-2025, sotto la nuova guida di Antonio Conte, il rendimento e i numeri del centrocampista camerunese migliorano drasticamente: sono 6 le reti in 37 presenze totali. Le sue prestazioni risultano decisive nella cavalcata trionfale dei partenopei verso il quarto scudetto della loro storia, conquistato il 23 maggio 2025, all'ultima giornata di campionato, in seguito al successo casalingo contro il Cagliari (2-0); per Anguissa si tratta del secondo titolo vinto in maglia azzurra, a due anni di distanza dall'ultimo.

### Nazionale
Nel marzo 2017 viene convocato in nazionale maggiore per partecipare a due amichevoli contro Tunisia e Guinea, debuttando da titolare contro i primi. Tre mesi dopo viene selezionato per partecipare alla Confederations Cup, segnando il suo primo gol per la nazionale alla seconda giornata della fase a gironi, nel match disputato contro l'Australia (1-1).
Prende parte sia alla Coppa d'Africa 2019, dove il Camerun passa il girone ma esce agli ottavi di finale contro la Nigeria, che alla Coppa d'Africa 2021, ottenendo in quest'ultima edizione il terzo posto finale ai danni del Burkina Faso.
Nel novembre del 2022 viene incluso dal CT Rigobert Song nella rosa camerunense partecipante al campionato del mondo 2022 in Qatar. Gioca da titolare tutte e tre le partite disputate dal Camerun, eliminato nella fase a gironi.

## Statistiche

### Presenze e reti nei club
Statistiche aggiornate al 1º luglio 2025.
| Stagione                   | Squadra                    | Campionato                 | Campionato | Campionato | Coppe nazionali | Coppe nazionali | Coppe nazionali | Coppe continentali | Coppe continentali | Coppe continentali | Altre coppe | Altre coppe | Altre coppe | Totale | Totale |
| Stagione                   | Squadra                    | Comp                       | Pres       | Reti       | Comp            | Pres            | Reti            | Comp               | Pres               | Reti               | Comp        | Pres        | Reti        | Pres   | Reti   |
| -------------------------- | -------------------------- | -------------------------- | ---------- | ---------- | --------------- | --------------- | --------------- | ------------------ | ------------------ | ------------------ | ----------- | ----------- | ----------- | ------ | ------ |
| 2015-2016                  | Olympique Marsiglia        | L1                         | 9          | 0          | CF+CdL          | 1+2             | 0               | UEL                | 1                  | 0                  | -           | -           | -           | 13     | 0      |
| 2016-2017                  | Olympique Marsiglia        | L1                         | 33         | 0          | CF+CdL          | 3+1             | 0               | -                  | -                  | -                  | -           | -           | -           | 37     | 0      |
| 2017-2018                  | Olympique Marsiglia        | L1                         | 37         | 0          | CF+CdL          | 0+3             | 0               | UEL                | 16                 | 0                  | -           | -           | -           | 56     | 0      |
| Totale Olympique Marsiglia | Totale Olympique Marsiglia | Totale Olympique Marsiglia | 79         | 0          |                 | 10              | 0               |                    | 17                 | 0                  |             | -           | -           | 106    | 0      |
| 2018-2019                  | Fulham                     | PL                         | 22         | 0          | FACup+CdL       | 0+3             | 0               | -                  | -                  | -                  | -           | -           | -           | 25     | 0      |
| 2019-2020                  | Villarreal                 | PD                         | 36         | 2          | CR              | 3               | 0               | -                  | -                  | -                  | -           | -           | -           | 39     | 2      |
| 2020-2021                  | Fulham                     | PL                         | 36         | 0          | FACup+CdL       | 1+1             | 0               | -                  | -                  | -                  | -           | -           | -           | 38     | 0      |
| ago. 2021                  | Fulham                     | FLC                        | 3          | 0          | FACup+CdL       | 0               | 0               | -                  | -                  | -                  | -           | -           | -           | 3      | 0      |
| Totale Fulham              | Totale Fulham              | Totale Fulham              | 61         | 0          |                 | 5               | 0               |                    | -                  | -                  |             | -           | -           | 66     | 0      |
| ago. 2021-2022             | Napoli                     | A                          | 25         | 0          | CI              | 0               | 0               | UEL                | 5                  | 0                  | -           | -           | -           | 30     | 0      |
| 2022-2023                  | Napoli                     | A                          | 36         | 3          | CI              | 1               | 0               | UCL                | 8                  | 1                  | -           | -           | -           | 45     | 4      |
| 2023-2024                  | Napoli                     | A                          | 34         | 0          | CI              | 0               | 0               | UCL                | 7                  | 1                  | SI          | -           | -           | 41     | 1      |
| 2024-2025                  | Napoli                     | A                          | 35         | 6          | CI              | 2               | 0               | -                  | -                  | -                  | -           | -           | -           | 37     | 6      |
| 2025-2026                  | Napoli                     | A                          | -          | -          | CI              | -               | -               | UCL                | -                  | -                  | SI          | -           | -           | -      | -      |
| Totale Napoli              | Totale Napoli              | Totale Napoli              | 130        | 9          |                 | 3               | 0               |                    | 20                 | 2                  |             | -           | -           | 153    | 11     |
| Totale carriera            | Totale carriera            | Totale carriera            | 306        | 11         |                 | 21              | 0               |                    | 37                 | 2                  |             | -           | -           | 364    | 13     |

### Cronologia presenze e reti in nazionale
| Cronologia completa delle presenze e delle reti in nazionale ― Camerun | Cronologia completa delle presenze e delle reti in nazionale ― Camerun | Cronologia completa delle presenze e delle reti in nazionale ― Camerun | Cronologia completa delle presenze e delle reti in nazionale ― Camerun | Cronologia completa delle presenze e delle reti in nazionale ― Camerun | Cronologia completa delle presenze e delle reti in nazionale ― Camerun | Cronologia completa delle presenze e delle reti in nazionale ― Camerun | Cronologia completa delle presenze e delle reti in nazionale ― Camerun |
| Data                                                                   | Città                                                                  | In casa                                                                | Risultato                                                              | Ospiti                                                                 | Competizione                                                           | Reti                                                                   | Note                                                                   |
| ---------------------------------------------------------------------- | ---------------------------------------------------------------------- | ---------------------------------------------------------------------- | ---------------------------------------------------------------------- | ---------------------------------------------------------------------- | ---------------------------------------------------------------------- | ---------------------------------------------------------------------- | ---------------------------------------------------------------------- |
| 24-3-2017                                                              | Radès                                                                  | Tunisia                                                                | 0 – 1                                                                  | Camerun                                                                | Amichevole                                                             | -                                                                      |                                                                        |
| 28-3-2017                                                              | Bruxelles                                                              | Camerun                                                                | 1 – 2                                                                  | Guinea                                                                 | Amichevole                                                             | -                                                                      | 65’                                                                    |
| 10-6-2017                                                              | Yaoundé                                                                | Camerun                                                                | 1 – 0                                                                  | Marocco                                                                | Qual. Coppa d'Africa 2019                                              | -                                                                      | 75’                                                                    |
| 13-6-2017                                                              | Getafe                                                                 | Colombia                                                               | 4 – 0                                                                  | Camerun                                                                | Amichevole                                                             | -                                                                      | 46’                                                                    |
| 18-6-2017                                                              | Mosca                                                                  | Camerun                                                                | 0 – 2                                                                  | Cile                                                                   | Conf. Cup 2017 - 1º turno                                              | -                                                                      | 89’                                                                    |
| 22-6-2017                                                              | San Pietroburgo                                                        | Camerun                                                                | 1 – 1                                                                  | Australia                                                              | Conf. Cup 2017 - 1º turno                                              | 1                                                                      |                                                                        |
| 25-6-2017                                                              | Soči                                                                   | Germania                                                               | 3 – 1                                                                  | Camerun                                                                | Conf. Cup 2017 - 1º turno                                              | -                                                                      |                                                                        |
| 1-9-2017                                                               | Uyo                                                                    | Nigeria                                                                | 4 – 0                                                                  | Camerun                                                                | Qual. Mondiali 2018                                                    | -                                                                      |                                                                        |
| 4-9-2017                                                               | Yaoundé                                                                | Camerun                                                                | 1 – 1                                                                  | Nigeria                                                                | Qual. Mondiali 2018                                                    | -                                                                      |                                                                        |
| 7-10-2017                                                              | Yaoundé                                                                | Camerun                                                                | 2 – 0                                                                  | Algeria                                                                | Qual. Mondiali 2018                                                    | -                                                                      |                                                                        |
| 11-11-2017                                                             | Ndola                                                                  | Zambia                                                                 | 2 – 2                                                                  | Camerun                                                                | Qual. Mondiali 2018                                                    | 1                                                                      |                                                                        |
| 8-9-2018                                                               | Casablanca                                                             | Marocco                                                                | 2 – 0                                                                  | Camerun                                                                | Qual. Coppa d'Africa 2019                                              | -                                                                      |                                                                        |
| 12-10-2018                                                             | Yaoundé                                                                | Camerun                                                                | 1 – 0                                                                  | Malawi                                                                 | Qual. Coppa d'Africa 2019                                              | -                                                                      |                                                                        |
| 16-10-2018                                                             | Blantyre                                                               | Malawi                                                                 | 0 – 0                                                                  | Camerun                                                                | Qual. Coppa d'Africa 2019                                              | -                                                                      | 70’                                                                    |
| 16-11-2018                                                             | Casablanca                                                             | Marocco                                                                | 2 – 0                                                                  | Camerun                                                                | Qual. Coppa d'Africa 2019                                              | -                                                                      | 20’                                                                    |
| 23-3-2019                                                              | Yaoundé                                                                | Camerun                                                                | 3 – 0                                                                  | Comore                                                                 | Qual. Coppa d'Africa 2019                                              | -                                                                      |                                                                        |
| 14-6-2019                                                              | Al Wakrah                                                              | Camerun                                                                | 1 – 1                                                                  | Mali                                                                   | Amichevole                                                             | -                                                                      |                                                                        |
| 25-6-2019                                                              | Ismailia                                                               | Camerun                                                                | 2 – 0                                                                  | Guinea-Bissau                                                          | Coppa d'Africa 2019 - 1º turno                                         | -                                                                      |                                                                        |
| 29-6-2019                                                              | Ismailia                                                               | Camerun                                                                | 0 – 0                                                                  | Ghana                                                                  | Coppa d'Africa 2019 - 1º turno                                         | -                                                                      | 82’                                                                    |
| 2-7-2019                                                               | Ismailia                                                               | Benin                                                                  | 0 – 0                                                                  | Camerun                                                                | Coppa d'Africa 2019 - 1º turno                                         | -                                                                      | 77’                                                                    |
| 6-7-2019                                                               | Alessandria d'Egitto                                                   | Nigeria                                                                | 3 – 2                                                                  | Camerun                                                                | Coppa d'Africa 2019 - Ottavi di finale                                 | -                                                                      | 62’                                                                    |
| 12-10-2019                                                             | Radès                                                                  | Tunisia                                                                | 0 – 0                                                                  | Camerun                                                                | Amichevole                                                             | -                                                                      |                                                                        |
| 13-11-2019                                                             | Yaoundé                                                                | Camerun                                                                | 0 – 0                                                                  | Capo Verde                                                             | Qual. Coppa d'Africa 2021                                              | -                                                                      |                                                                        |
| 17-11-2019                                                             | Kigali                                                                 | Ruanda                                                                 | 0 – 1                                                                  | Camerun                                                                | Qual. Coppa d'Africa 2021                                              | -                                                                      |                                                                        |
| 9-10-2020                                                              | Utrecht                                                                | Giappone                                                               | 0 – 0                                                                  | Camerun                                                                | Amichevole                                                             | -                                                                      |                                                                        |
| 12-11-2020                                                             | Douala                                                                 | Camerun                                                                | 4 – 1                                                                  | Mozambico                                                              | Qual. Coppa d'Africa 2021                                              | 1                                                                      |                                                                        |
| 30-3-2021                                                              | Yaoundé                                                                | Camerun                                                                | 0 – 0                                                                  | Ruanda                                                                 | Qual. Coppa d'Africa 2021                                              | -                                                                      | 83’                                                                    |
| 4-6-2021                                                               | Wiener Neustadt                                                        | Nigeria                                                                | 0 – 1                                                                  | Camerun                                                                | Amichevole                                                             | 1                                                                      | 74’                                                                    |
| 8-6-2021                                                               | Wiener Neustadt                                                        | Camerun                                                                | 0 – 0                                                                  | Nigeria                                                                | Amichevole                                                             | -                                                                      | 60’                                                                    |
| 3-9-2021                                                               | Yaoundé                                                                | Camerun                                                                | 2 – 0                                                                  | Malawi                                                                 | Qual. Mondiali 2022                                                    | -                                                                      | 83’ 87’                                                                |
| 6-9-2021                                                               | Abidjan                                                                | Costa d'Avorio                                                         | 2 – 1                                                                  | Camerun                                                                | Qual. Mondiali 2022                                                    | -                                                                      |                                                                        |
| 8-10-2021                                                              | Yaoundé                                                                | Camerun                                                                | 3 – 1                                                                  | Mozambico                                                              | Qual. Mondiali 2022                                                    | -                                                                      |                                                                        |
| 11-10-2021                                                             | Tangeri                                                                | Mozambico                                                              | 0 – 1                                                                  | Camerun                                                                | Qual. Mondiali 2022                                                    | -                                                                      |                                                                        |
| 13-11-2021                                                             | Soweto                                                                 | Malawi                                                                 | 0 – 4                                                                  | Camerun                                                                | Qual. Mondiali 2022                                                    | 1                                                                      | 63’                                                                    |
| 16-11-2021                                                             | Douala                                                                 | Camerun                                                                | 1 – 0                                                                  | Costa d'Avorio                                                         | Qual. Mondiali 2022                                                    | -                                                                      |                                                                        |
| 9-1-2022                                                               | Yaoundé                                                                | Camerun                                                                | 2 – 1                                                                  | Burkina Faso                                                           | Coppa d'Africa 2021 - 1º turno                                         | -                                                                      |                                                                        |
| 13-1-2022                                                              | Yaoundé                                                                | Camerun                                                                | 4 – 1                                                                  | Etiopia                                                                | Coppa d'Africa 2021 - 1º turno                                         | -                                                                      |                                                                        |
| 17-1-2022                                                              | Yaoundé                                                                | Capo Verde                                                             | 1 – 1                                                                  | Camerun                                                                | Coppa d'Africa 2021 - 1º turno                                         | -                                                                      | 81’                                                                    |
| 24-1-2022                                                              | Yaoundé                                                                | Camerun                                                                | 2 – 1                                                                  | Comore                                                                 | Coppa d'Africa 2021 - Ottavi di finale                                 | -                                                                      | 33’ 84’                                                                |
| 29-1-2022                                                              | Douala                                                                 | Gambia                                                                 | 0 – 2                                                                  | Camerun                                                                | Coppa d'Africa 2021 - Quarti di finale                                 | -                                                                      | 87’                                                                    |
| 3-2-2022                                                               | Yaoundé                                                                | Camerun                                                                | 0 – 0 dts (1 – 3 dtr)                                                  | Egitto                                                                 | Coppa d'Africa 2021 - Semifinale                                       | -                                                                      |                                                                        |
| 9-6-2022                                                               | Dar es Salaam                                                          | Burundi                                                                | 0 – 1                                                                  | Camerun                                                                | Qual. Coppa d'Africa 2023                                              | -                                                                      | 83’                                                                    |
| 18-11-2022                                                             | Abu Dhabi                                                              | Camerun                                                                | 1 – 1                                                                  | Panama                                                                 | Amichevole                                                             | -                                                                      |                                                                        |
| 24-11-2022                                                             | Al Wakrah                                                              | Svizzera                                                               | 1 – 0                                                                  | Camerun                                                                | Mondiali 2022 - 1º turno                                               | -                                                                      |                                                                        |
| 28-11-2022                                                             | Al Wakrah                                                              | Camerun                                                                | 3 – 3                                                                  | Serbia                                                                 | Mondiali 2022 - 1º turno                                               | -                                                                      | 81’                                                                    |
| 2-12-2022                                                              | Lusail                                                                 | Camerun                                                                | 1 – 0                                                                  | Brasile                                                                | Mondiali 2022 - 1º turno                                               | -                                                                      |                                                                        |
| 24-3-2023                                                              | Yaoundé                                                                | Camerun                                                                | 1 – 1                                                                  | Namibia                                                                | Qual. Coppa d'Africa 2023                                              | -                                                                      | cap.                                                                   |
| 28-3-2023                                                              | Johannesburg                                                           | Namibia                                                                | 2 – 1                                                                  | Camerun                                                                | Qual. Coppa d'Africa 2023                                              | -                                                                      |                                                                        |
| 12-9-2023                                                              | Garoua                                                                 | Camerun                                                                | 3 – 0                                                                  | Burundi                                                                | Qual. Coppa d'Africa 2023                                              | -                                                                      |                                                                        |
| 17-11-2023                                                             | Douala                                                                 | Camerun                                                                | 3 – 0                                                                  | Mauritius                                                              | Qual. Mondiali 2026                                                    | -                                                                      | cap.                                                                   |
| 21-11-2023                                                             | Benina                                                                 | Libia                                                                  | 1 – 1                                                                  | Camerun                                                                | Qual. Mondiali 2026                                                    | -                                                                      | 28’                                                                    |
| 9-1-2024                                                               | Gedda                                                                  | Zambia                                                                 | 1 – 1                                                                  | Camerun                                                                | Amichevole                                                             | -                                                                      |                                                                        |
| 15-1-2024                                                              | Yamoussoukro                                                           | Camerun                                                                | 1 – 1                                                                  | Guinea                                                                 | Coppa d'Africa 2023 - 1º turno                                         | -                                                                      | cap.                                                                   |
| 19-1-2024                                                              | Yamoussoukro                                                           | Senegal                                                                | 3 – 1                                                                  | Camerun                                                                | Coppa d'Africa 2023 - 1º turno                                         | -                                                                      | cap.                                                                   |
| 23-1-2024                                                              | Bouaké                                                                 | Gambia                                                                 | 2 – 3                                                                  | Camerun                                                                | Coppa d'Africa 2023 - 1º turno                                         | -                                                                      | cap.                                                                   |
| 27-1-2024                                                              | Abidjan                                                                | Nigeria                                                                | 2 – 0                                                                  | Camerun                                                                | Coppa d'Africa 2023 - Ottavi di finale                                 | -                                                                      | cap.                                                                   |
| 8-6-2024                                                               | Yaoundé                                                                | Camerun                                                                | 4 – 1                                                                  | Capo Verde                                                             | Qual. Mondiali 2026                                                    | -                                                                      |                                                                        |
| 11-6-2024                                                              | Luanda                                                                 | Angola                                                                 | 1 – 1                                                                  | Camerun                                                                | Qual. Mondiali 2026                                                    | -                                                                      |                                                                        |
| 7-9-2024                                                               | Yaoundé                                                                | Camerun                                                                | 1 – 0                                                                  | Namibia                                                                | Qual. Coppa d'Africa 2025                                              | -                                                                      |                                                                        |
| 10-9-2024                                                              | Kampala                                                                | Zimbabwe                                                               | 0 – 0                                                                  | Camerun                                                                | Qual. Coppa d'Africa 2025                                              | -                                                                      | 28’ 68’                                                                |
| 11-10-2024                                                             | Douala                                                                 | Camerun                                                                | 4 – 1                                                                  | Kenya                                                                  | Qual. Coppa d'Africa 2025                                              | -                                                                      |                                                                        |
| 14-10-2024                                                             | Nairobi                                                                | Kenya                                                                  | 0 – 1                                                                  | Camerun                                                                | Qual. Coppa d'Africa 2025                                              | -                                                                      |                                                                        |
| 19-11-2024                                                             | Yaoundé                                                                | Camerun                                                                | 2 – 1                                                                  | Zimbabwe                                                               | Qual. Coppa d'Africa 2025                                              | -                                                                      |                                                                        |
| Totale                                                                 |                                                                        | Presenze                                                               | 63                                                                     |                                                                        | Reti                                                                   | 5                                                                      |                                                                        |

## Palmarès

### Club
- Campionato italiano: 2

Napoli: 2022-2023, 2024-2025